# Eneo Bitri
Eneo Bitri (ur. 26 sierpnia 1996 w Beracie) – albański piłkarz występujący na pozycji obrońcy w węgierskim klubie Győri ETO FC.

## Sukcesy
Partizani Tirana
- mistrzostwo Albanii: 2018/19, 2022/23
- Superpuchar Albanii: 2019